# Santiago Montt Albano
José Santiago Montt Albano (Valparaíso, 11 de agosto de 1817 - Santiago de Chile, 21 de noviembre de 1901), fue un abogado y político chileno. 

## Primeros años de vida
Fue hijo de José Santiago Montt Irarrázaval y Rosario Albano Vergara. Realizó sus estudios de Derecho en la Universidad de Chile, jurando como abogado con la primera generación universitaria (1848). Se casó en 1864, con Teresa Vergara Correa.

## Vida pública
Desempeñó su profesión los primeros años, antes de ingresar a la política al alero del Partido Nacional, y es designado secretario del Ministerio de Justicia, Culto e Instrucción Pública (1853).
Elegido Diputado por Santiago (1855-1858), integró en este período la Comisión permanente de Constitución, Legislación y Justicia.
Posteriormente se retiró de la vida partidista y se dedicó a su profesión y a la docencia, siendo decano de la Facultad de Leyes de la Universidad de Chile y catedrático de derecho romano en la Universidad Católica (1888).